# Mijaíl Beliáyev
Mijaíl Alekséievich Beliáiev (en ruso: Михаи́л Алексе́евич Беля́ев; 23 de diciembre de 1863 - 1918) fue un general de infantería ruso, estadista, Jefe de Estado Mayor del Ejército Imperial Ruso entre el 1 de agosto de 1914 y el 10 de agosto de 1916, y el último Ministro de Guerra del Imperio ruso entre el 3 de enero y el 28 de febrero de 1917.

## Familia

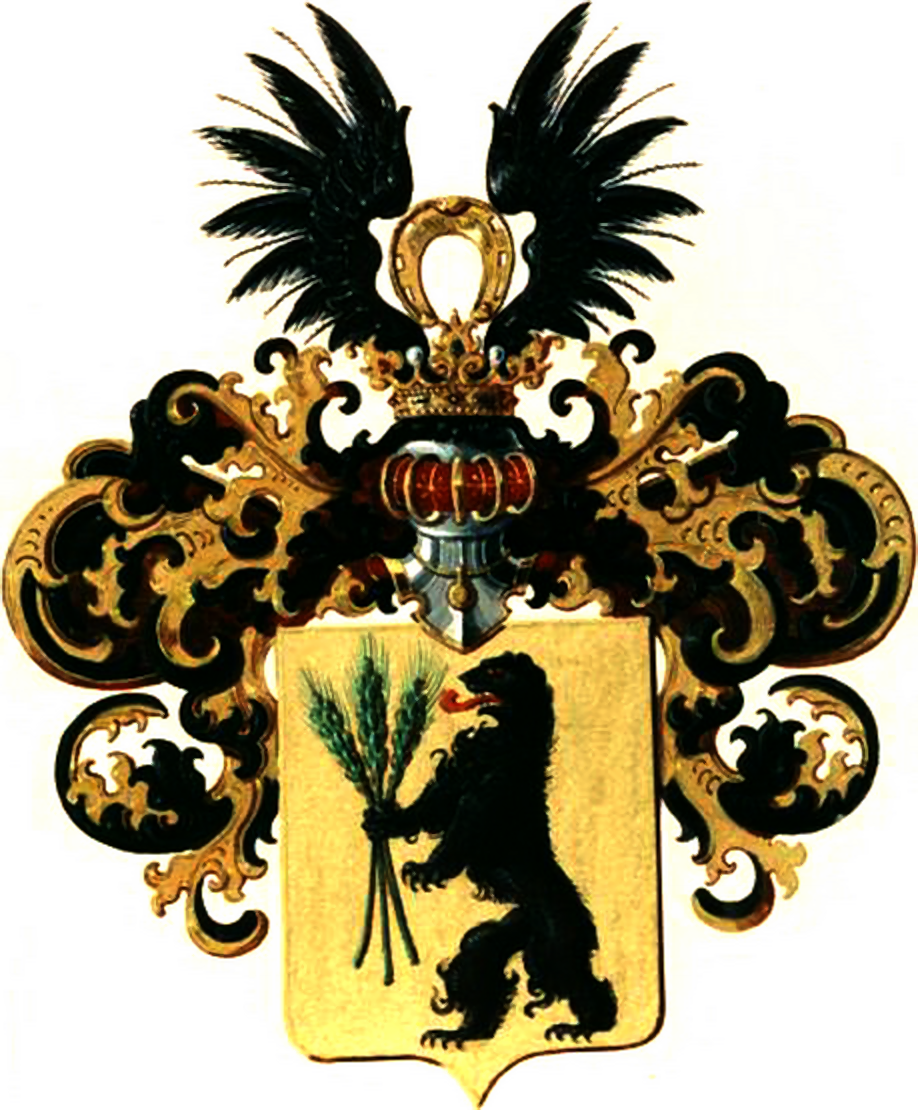
Escudo de armas de la familia Beliáiev.

La familia noble Belyaev tenía una rica historia militar, la familia había dado muchos soldados. Incluyendo al primo de Mijaíl, un héroe de la guerra del Chaco, el General Iván Timoféievich Beliáiev. Nikolái Timoféievich Beliáiev, participó en la I Guerra Mundial como científico metalúrgico. Y también Mijaíl Nikoláievich Beliáiev, participó en la guerra ruso-japonesa. Una de sus primas segundas fue la esposa de Aleksandr Lvóvich Blok, que fue el padre del famoso poeta Aleksandr Blok.

## Primeros años

### Carrera militar
Mijaíl nació en San Petersburgo el 23 de diciembre de 1863 siendo hijo del Teniente General de Alekséi Mijáilovich Beliáiev. A una edad temprana, asistió al Tercer Gymnasium de San Petersburgo. En 1885, se graduó en la Escuela de Artillería Mijáilovski, después de lo cual sirvió en varias unidades militares y en la Guardia Imperial. Fue promovido a teniente a mediados de agosto de 1890. En 1893, después de graduarse en la Academia de Estado Mayor General Nikoláiev, continuó sirviendo en la Guardia Imperial. A finales de noviembre de 1893, fue nombrado adjunto sénior de la 24.ª División de Infantería del 1.º Cuerpo de Ejército. A mediados de enero de 1897, fue designado Oficial Jefe para asignaciones especiales del 18.º Cuerpo de Ejército y jefe de Estado Mayor del cuerpo de ejército a principios de diciembre. Ascendió a teniente coronel a principios de abril de 1898. A partir de diciembre de 1898, sirvió en el Comité Científico-Militar del Estado Mayor como secretario júnior, y ascendió a secretario sénior a mediados de abril de 1901. Fue promovido a coronel en el mismo mes. A mediados de mayo de 1902, sirvió de nuevo en la Guardia Imperial, esta vez comandó un batallón en el Regimiento Izmáilovski.

### Guerra ruso-japonesa
En 1904, Beliáiev participó en la guerra ruso-japonesa. A partir de mediados de febrero de 1904 fue oficial del cuartel general para asignaciones especiales a las órdenes del cuartel general del Virrey del Extremo Oriente ruso, el General Yákov Zhilinski. A finales de noviembre de 1904, se convirtió en Jefe de la Cancillería del Personal de Campo del 1.º Ejército Manchurio. Desde agosto de 1905 hasta el fin de la guerra, perteneció a la Cancillería del nuevo comandante en jefe, el anciano general Nikolái Linevich. Por distinción militar, Beliáiev recibió la Espada Dorada por Valentía.
Después de la guerra, fue promovido a mayor general a mediados de abril de 1908. A mediados de marzo de 1909, se convirtió en miembro del Comité de Servidumbre del país. Fue promovido a teniente general a mediados de junio de 1912.

## I Guerra Mundial

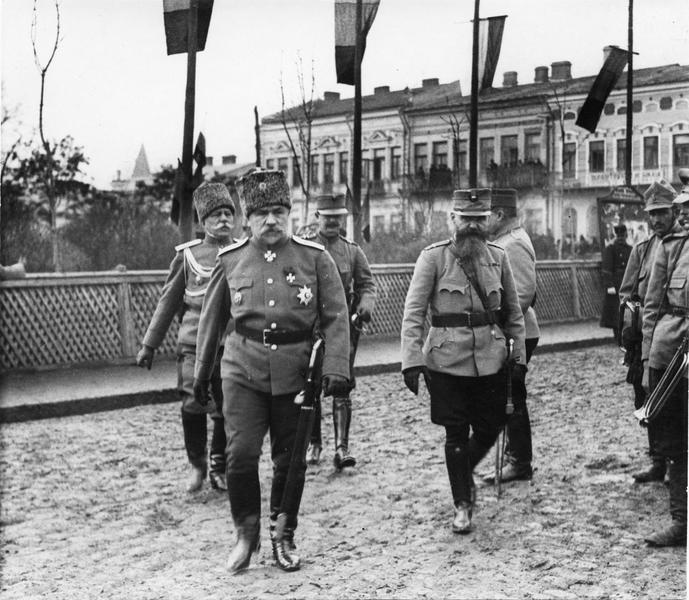
El general Beliáiev con el general Sájarov en Rumania, diciembre de 1916.

Tras la movilización del Ejército, el  General Beliáiev fue promovido a General de Infantería a principios de diciembre, y fue nombrado Jefe de Estado Mayor del ejército a principios de agosto de ese año. A finales de junio de 1915, se convirtió en asistente del Ministro de Guerra, el General Alekséi Polivánov, y después se convirtió en jefe de Estado Mayor del General Polivánov. Pero posteriormente a principios de agosto de 1916, fue relevado del puesto y se convirtió en miembro del Consejo Militar y en el representante del mando ruso en el Departamento rumano. A principios de 1917, remplazó al General Dmitry Shuvayev como Ministro de Guerra, convirtiéndose en el último Ministro de Guerra en el Imperio ruso.

### Revolución de Febrero
El 23 de febrero (calendario juliano, la fecha en el calendario gregoriano era el 8 de marzo) de 1917, estalló la Revolución de Febrero. El General Beliáiev junto con el comandante de distrito Serguéi Jabálov, declararon Petrogrado en estado de sitio; él y el General Jabálov intentaron suprimir la Revolución, y pidieron organizar el correcto envío de unidades del frente. Pero al final, él y el General Jabálov fracasaron en suprimir la revolución debido a motines en el ejército y a los soldados que rechazaron obedecer órdenes. Había incluso algunos soldados revolucionarios en el ejército, disparando a los soldados leales y a la policía.
Después de este fracaso, el General Beliáiev fue arrestado y puesto bajo custodia en la Fortaleza de San Pedro y San Pablo. Pronto fue liberado, pero fue arrestado de nuevo en julio, por orden del Gobierno provisional ruso. Detenido, fue interrogado por la Comisión Extraordinaria de Investigación del Gobierno Provisional, pero fracasaron de acusarlo por abuso. Fue liberado poco después de la Revolución de Octubre. Después de esto no participó en ningún evento público, pero en 1918 fue arrestado por la Cheka y fue fusilado seguidamente.

## Condecoraciones

### Imperio ruso
- Orden de San Estanislao, 3.ª clase (1895)
- Orden de Santa Ana, 3.ª clase (1899)
- Orden de Santa Ana, 2.ª clase con espadas (1904)
- Orden de San Vladímir, 4.ª clase con espadas y lazo (1905)
- Espada Dorada por Valentía (1907)
- Orden de San Vladímir, 3.ª clase (1907)
- Orden de San Estanislao, 1.ª clase (18.4.1910)
- Orden de Santa Ana, 1.ª clase (6.12.1913)
- Orden de San Vladímir, 2.ª clase (1915)

### Extranjeras
- Dinastía Qajar:
  -  Orden del León y el Sol